# جورجیا گروم
جورجیا گروم (انگلیسی: Georgia Groome؛ زادهٔ ۱۱ فوریهٔ ۱۹۹۲) هنرپیشه اهل بریتانیا است.
از فیلم‌ها یا برنامه‌های تلویزیونی که وی در آن نقش داشته‌است می‌توان به لندن به برایتون و ناپدیدشدگان اشاره کرد.

## نگارخانه
- جورجیا گروم در بانک اطلاعات اینترنتی فیلم‌ها (IMDb)